# Плодовитенское сельское муниципальное образование
Плодови́тенское сельское муниципальное образование — сельское поселение в Малодербетовском районе Республике Калмыкия.
Административный центр — село Плодовитое.

## География
Плодовитенское СМО расположено в северо-западной части Малодербетовского района в пределах Ергенинской возвышенности и граничит на юго-западе и западе с Октябрьским районом Волгоградской области, на северо-западе, севере и востоке — со Светлоярским районом Волгоградской области, на юго-востоке — с Малодербетовским СМО Малодербетовского района Калмыкии.
Все реки на территории СМО малые (Малая Тингута, Дальняя и Средняя Ласта), летом пересыхают.
Почвы
Почвы каштановые, большей частью представлены комплексами с солонцами каштановыми; используется качестве пашни и пастбищ; почвообразующими породами служат лёссовидные тяжелые и средние суглинки; мощность гумусового слоя 40-45 см. Обеспеченность светло-каштановых почв подвижным фосфором от очень низкой до высокой; обменным калием — средняя и высокая. Солонцы распространены на территории СМО повсеместно и составляют около 32 % в структуре почвенного покрова.
Минерально-сырьевые ресурсы
На территории Плодовитенского СМО располагаются месторождения:
- углеводородного сырья — «Южно-Плодовитенское» месторождение нефти (с нераспределенным фондом запаса нефти (АВС1 — 0,2 млн т; С2 — 1,144 млн т) и растворенного газа (АВС1 — 0,024 млрд м3; С2 — 0,133 млрд м3));
- подземных вод — «Плодовитенское»[3].

## Население
| 2002 | 2010 | 2011 | 2012 | 2013 | 2014 | 2015 |
| ---- | ---- | ---- | ---- | ---- | ---- | ---- |
| 928  | ↘744 | ↗745 | ↗746 | ↘727 | ↘702 | ↘687 |
| 2016 | 2017 | 2018 | 2019 | 2020 | 2021 |      |
| ↘675 | ↗680 | ↘662 | ↘639 | ↘633 | ↘512 |      |

Население СМО (на 01.01.2012 г.) составляет 745 человек или 7,1 % населения района. Население СМО сконцентрировано в административном центре СМО — селе Плодовитое. Плотность населения в СМО составляет 2,44 чел./км². Их общего количества населения — 0,74 тыс. чел., население моложе трудоспособного возраста составляет 11,7 %, в трудоспособном возрасте — 51,2 %, старше трудоспособного возраста — 37,1 %.
Отмечается естественная убыль населения — на −3 человека год на 1000 жителей.

### Национальный состав
Русские — 84,1 %, калмыки — 10,6 %, другие национальности — 5,3 %.

## Состав сельского поселения
| № | Населённый пункт | Тип населённого пункта      | Население |
| - | ---------------- | --------------------------- | --------- |
| 1 | Плодовитое       | село,административный центр | ↘512      |

## Экономика
Ведущим сельскохозяйственным предприятием в СМО является СПК племенной репродуктор «Плодовитое», специализирующийся на животноводстве (основной профиль) и растениеводстве. Кроме того, хозяйственную деятельность (сельскохозяйственное производство) со специализацией на животноводстве (преимущественно) и растениеводстве в СМО ведут 8 КФХ и 37 ЛПХ.